# Guillo Pérez
Guillermo Pérez Chacón más conocido como Guilo Pérez (3 de agosto de 1926 - Santo Domingo, 9 de marzo de 2014) fue un pintor dominicano. Realizó más de setenta exposiciones en general, de las cuales treinta fueron individuales dentro y fuera de su país, y a la vez participó en exposiciones colectivas internacionales  

## Biografía
Fue nombrado profesor y se estableció en Santo Domingo, hasta 1955 donde inició una serie de exposiciones, tanto individuales como colectivas. 
Además se desempeñó como presidente del Colegio Dominicano de Artistas Plásticos, y fue director de la Escuela de Bellas Artes de La Vega y la Escuela de Bellas Artes de Santo Domingo.
Guillo Pérez murió en Santo Domingo el 9 de marzo de 2014 debido a complicaciones de salud.

## Estilo
Guillo Pérez prefería trabajar con óleo sobre tela y utilizaba la espátula para crear fuertes empastes que aportaban textura y dinamismo a sus obras. Su estilo se enmarca dentro del expresionismo abstracto, aunque su trabajo mostraba una estructura más ordenada, en la que organizaba símbolos reconocibles sobre el lienzo.
Entre los temas recurrentes en su obra se encuentran monumentos coloniales, marinas, figuras humanas, paisajes, flores, hojas de plátano y gallos. Además, sus representaciones de los ingenios —incluyendo carretas, bueyes y caseríos— ofrecen una visión contemplativa y poética, destacada por la luminosidad vibrante que evoca el ambiente caribeño.
Guillo Pérez es considerado uno de los artistas más prolíficos e importantes del lienzo en la República Dominicana, junto a figuras como Yoryi Morel, Cándido Bidó, Ramón Oviedo, Darío Suro y Fernando Ureña Rib.

## Obras
- Autorretrato – 1981
- Búho - 1990-1991
- Cañonazo de la Restauración – 2000
- Acontecimiento – 2002
- Ciudad – 2002
- Estampida – 2002
- Intensidad – 2002
- Momento – 2002
- Carreta – 2010
- Flores – 2010

## Galería

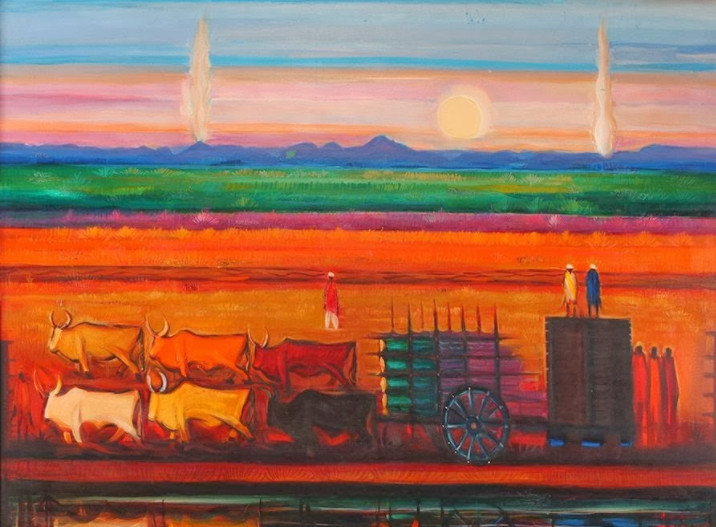
Carretas y Bueyes, 1976 (Colección, Santo Domingo)
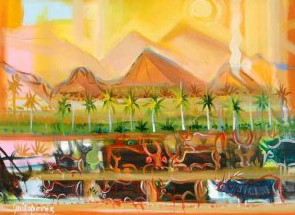
Metamorfosis, 1965 (Colección, Santo Domingo)
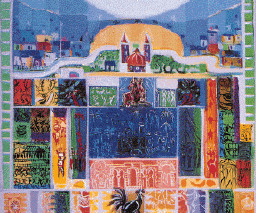
Vision Poetica del Paisaje, (Colección, Santo Domingo)
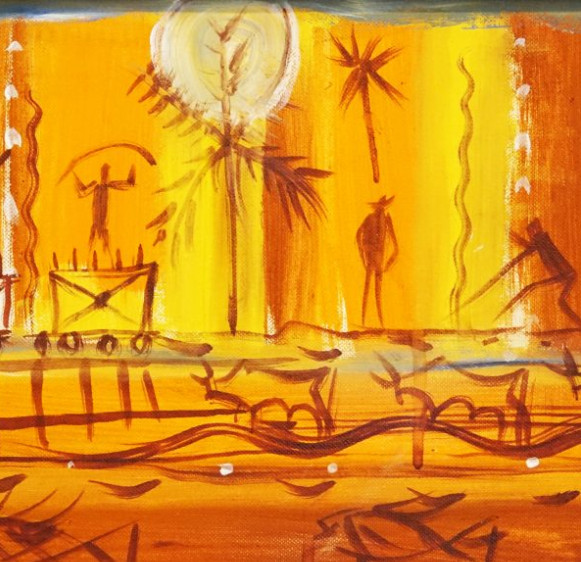
Paisaje Anaranjado, (Colección, Santo Domingo)